# Discografia di Jessie J
La discografia di Jessie J, cantante britannica, contiene cinque album in studio, diciassette singoli e un rispettivo numero di video musicali per essi. Dall'inizio della sua carriera ha venduto oltre 20 milioni di singoli e 3 milioni di album, sostenuti dai singoli e collaborazioni Price Tag, Domino, Bang Bang, Masterpiece e Flashlight.

## Album
| Anno | Dettagli | Posizioni massime | Posizioni massime | Posizioni massime | Posizioni massime | Posizioni massime | Posizioni massime | Posizioni massime | Posizioni massime | Posizioni massime | Posizioni massime | Certificazioni |
| Anno | Dettagli | AUS               | CAN               | FRA               | GER               | IRE               | ITA               | NZ                | NLD               | UK                | US                | Certificazioni |
| ---- | --- | ----------------- | ----------------- | ----------------- | ----------------- | ----------------- | ----------------- | ----------------- | ----------------- | ----------------- | ----------------- | --- |
| 2011 | Who You Are - Pubblicato: 25 febbraio 2011 - Etichette: Lava, Island - Formati: CD, download digitale, streaming    | 4                 | 6                 | 15                | 18                | 4                 | 74                | 4                 | 41                | 2                 | 11                | - Australia: Platino - Regno Unito: 4× Platino - Europa: Platino - Irlanda: 2x Platino - Nuova Zelanda: Platino - Stati Uniti: Platino |
| 2013 | Alive - Pubblicato: 23 settembre 2013 - Etichette: Lava, Island Records - Formati: CD, download digitale, streaming | 7                 | —                 | 104               | 35                | 6                 | —                 | 18                | —                 | 3                 | —                 | - Regno Unito: Oro |
| 2014 | Sweet Talker - Pubblicato: 13 ottobre 2014 - Etichette: Lava, Republic - Formati: CD, download digitale, streaming  | 14                | 16                | 131               | 25                | 11                | 33                | 13                | 26                | 5                 | 10                | - Regno Unito: Argento - Brasile: Oro                                                                                                  |
| 2018 | R.O.S.E. - Pubblicato: dal 22 al 25 maggio 2018 - Etichetta: Republic - Formati: CD, download digitale, streaming   | —                 | —                 | —                 | —                 | —                 | —                 | —                 | —                 | —                 | —                 | |
| 2018 | This Christmas Day - Pubblicato: 26 ottobre 2018 - Etichetta: Republic - Formati: CD, download digitale, streaming  | —                 | —                 | —                 | —                 | —                 | —                 | —                 | —                 | —                 | —                 | |

## Singoli

### Singoli commerciali
| Anno | Singolo                                       | Classifiche | Classifiche | Classifiche | Classifiche | Classifiche | Classifiche | Classifiche | Classifiche | Classifiche | Classifiche | Album                                      |
| Anno | Singolo                                       | AUS         | CAN         | FRA         | GER         | IRE         | ITA         | NZ          | NLD         | UK          | US          | Album                                      |
| ---- | --------------------------------------------- | ----------- | ----------- | ----------- | ----------- | ----------- | ----------- | ----------- | ----------- | ----------- | ----------- | ------------------------------------------ |
| 2010 | Do It like a Dude                             | 66          | —           | 71          | 41          | 11          | —           | 8           | 95          | 2           | —           | Who You Are                                |
| 2011 | Price Tag (feat. B.o.B.)                      | 2           | 4           | 1           | 3           | 1           | 5           | 1           | 2           | 1           | 23          | Who You Are                                |
| 2011 | Nobody's Perfect                              | 9           | —           | —           | —           | 11          | —           | 10          | 69          | 9           | —           | Who You Are                                |
| 2011 | Who's Laughing Now                            | —           | —           | —           | —           | 28          | —           | —           | —           | 16          | —           | Who You Are                                |
| 2011 | Domino                                        | 5           | 7           | 11          | 22          | 1           | 26          | 3           | 20          | 1           | 6           | Who You Are                                |
| 2011 | Who You Are                                   | 86          | 85          | —           | —           | 23          | —           | —           | —           | 8           | —           | Who You Are                                |
| 2012 | LaserLight                                    | 48          | —           | —           | —           | 9           | —           | 19          | —           | 5           | —           | Who You Are                                |
| 2012 | Silver Lining (Crazy 'Bout You)               | —           | —           | —           | 66          | —           | —           | —           | —           | 100         | —           | Il lato positivo - Silver Linings Playbook |
| 2013 | Wild                                          | —           | 6           | —           | 160         | —           | 17          | —           | 29          | 5           | —           | Alive                                      |
| 2013 | It's My Party                                 | 12          | —           | —           | —           | —           | 12          | —           | —           | 3           | —           | Alive                                      |
| 2013 | Thunder                                       | 100         | —           | —           | —           | 55          | —           | —           | 60          | 18          | —           | Alive                                      |
| 2014 | Bang Bang (feat. Ariana Grande & Nicki Minaj) | 4           | 3           | 47          | 13          | 3           | 24          | 4           | 7           | 1           | 3           | Sweet Talker                               |
| 2014 | Burnin' Up (feat. 2 Chainz)                   | 63          | —           | —           | —           | —           | —           | —           | —           | 73          | 86          | Sweet Talker                               |
| 2015 | Masterpiece                                   | 14          | 74          | —           | 10          | —           | —           | 13          | —           | —           | 65          | Sweet Talker                               |
| 2015 | Flashlight                                    | 2           | 57          | —           | 38          | 31          | —           | 7           | 55          | 13          | 61          | Pitch Perfect 2                            |
| 2017 | Queen                                         | —           | —           | —           | —           | —           | —           | —           | —           | —           | —           | R.O.S.E.                                   |
| 2018 | Love Will Save the World                      | —           | —           | —           | —           | —           | —           | —           | —           | —           | —           | non-album-single                           |
| 2018 | The Man with the Bag                          | —           | —           | —           | 25          | —           | —           | —           | 74          | 70          | —           | This Christmas Day                         |
| 2019 | Brave (feat. Don Diablo)                      | —           | —           | —           | —           | —           | —           | —           | —           | —           | —           | non-album-single                           |
| 2021 | I Want Love                                   | —           | —           | —           | —           | —           | —           | —           | —           | —           | —           | non-album-single                           |
| 2025 | No Secrets                                    | —           | —           | —           | —           | —           | —           | —           | —           | —           | —           | /                                          |
| 2025 | Living My Best Life                           | —           | —           | —           | —           | —           | —           | —           | —           | —           | —           | /                                          |

### Singoli in collaborazione
| Anno | Singolo                                                      | Classifiche | Classifiche | Classifiche | Classifiche | Album              |
| Anno | Singolo                                                      | UK          | AUS         | GER         | NLD         | Album              |
| ---- | ------------------------------------------------------------ | ----------- | ----------- | ----------- | ----------- | ------------------ |
| 2011 | Up (feat. James Morrison)                                    | 30          | —           | 19          | 70          | The Awakening      |
| 2012 | Remember Me (feat. Daley)                                    | 24          | —           | —           | —           | Alone Together     |
| 2014 | Calling All Hearts (feat. DJ Cassidy e Robin Thicke)         | 6           | —           | —           | —           | Paradise Royale    |
| 2016 | Where's the Love? (feat. The Black Eyed Peas e vari artisti) | 47          | 15          | —           | —           | non-album-single   |
| 2023 | Heaven Bound(con Luois York)                                 | —           | —           | —           | —           | Songs with Friends |

### Singoli promozionali
| Anno | Canzone          | Classifiche | Classifiche  | Album        |
| Anno | Canzone          | AUS         | US Adult R&B | Album        |
| ---- | ---------------- | ----------- | ------------ | ------------ |
| 2011 | Casualty of Love | —           | 28           | Who You Are  |
| 2013 | Square One       | —           | —            | Alive        |
| 2014 | Sweet Talker     | —           | —            | Sweet Talker |
| 2015 | Ain't Been Done  | 47          | —            | Sweet Talker |
| 2017 | Real Deal        | —           | —            | R.O.S.E.     |
| 2017 | Think About That | —           | —            | R.O.S.E.     |
| 2017 | Not My Ex        | —           | —            | R.O.S.E.     |

### Altre canzoni in classifica
| Anno | Canzone                 | Classifiche | Classifiche | Classifiche | Album         |
| Anno | Canzone                 | AUS         | CAN         | UK          | Album         |
| ---- | ----------------------- | ----------- | ----------- | ----------- | ------------- |
| 2011 | Abracadabra             | —           | —           | 106         | Who You Are   |
| 2011 | Rainbow                 | —           | —           | 158         | Who You Are   |
| 2011 | Mamma Knows Best        | —           | —           | 59          | Who You Are   |
| 2011 | Stand Up                | —           | —           | 186         | Who You Are   |
| 2011 | Up (con James Morrison) | —           | —           | 30          | The Awakening |